# راستكو سفيتكوفيتش
راستكو سفيتكوفيتش (بالصربية: Растко Цветковић) مواليد 22 يونيو 1970 في بلغراد، جمهورية يوغوسلافيا الاشتراكية الاتحادية، هو لاعب كرة سلة صربي معتزل. بدأ مسيرته الاحترافية في سنة 1988. اعتزل اللعب في 2002.

## المسيرة الاحترافية
لعب مع نادي ريد ستار لكرة السلة من سنة 1988 إلى 1993، ثم لعب مع نادي إيه إي كي لكرة السلة في موسم 1993–1994، ثم لعب مع دنفر ناغتس في موسم 1995–1996، ثم لعب مع إسبون هونكا في موسم 2000–2001، ثم لعب مع بالينينسيس لكرة السلة في سنة 2001.

## روابط خارجية
- راستكو سفيتكوفيتش على موقع إن بي أي (الإنجليزية)
- راستكو سفيتكوفيتش على موقع سبورتس رفرنس (الإنجليزية)
- راستكو سفيتكوفيتش على موقع كرة السلة الأوروبية.كوم (الإنجليزية)
- راستكو سفيتكوفيتش على موقع ريلجم (الإنجليزية)
- راستكو سفيتكوفيتش على موقع بروبوليرز (الإنجليزية)